# Джордж Уилям Еванс
Джордж Уилям Еванс (на английски: George William Evans) е английски топограф, пътешественик, изследовател на колонията Нов Южен Уелс в Австралия.

## Биография
Роден е на 5 януари 1780 година в Уоруик, Англия. Дипломира се като инженер геодезист и архитект. През октомври 1802 емигрира в Австралия и се заселва в селището Парамата, където открива магазин за доставка на дървен материал. През 1803 е временно назначен за главен геодезист на Нов Южен Уелс на мястото на Чарлз Граймс, който е в отпуск и през 1804 изследва горното течение на река Уарагамба. След напускане на поста си е назначен от губернатора Уилям Патерсън за помощник-инспектор.
През 1813 – 1814 извършва второто след Грегъри Блексленд пътешествие във вътрешността на континента и открива горното течение на река Макуори (ляв приток на Дарлинг), където през 1815 е основан град Батърс, който става изходна база за по-нататъшните експедиции във вътрешността на континента. През май и юни 1815 извършва ново пътешествие на запад и открива горното течение на река Лаклан (десен приток на Марамбиджи).
През 1817 и 1818 участва като топограф в експедициите на Джон Оксли в басейна на реките Макуори и Лаклан, а през 20-те години на ХІХ век – в негова експедиция по западното крайбрежие на Тасмания.
През 1825 г. е обвинен, че като държавен служител изпълнява частни поръчки за сметка на държавните. След повдигнатото му обвинение се връща в Англия, но през 1831 отново пристига в Сидни, където открива частна топографска фирма и същевременно е преподавател в местното държавното училище. Последните десет години от живота си прекарва в Хобарт, Тасмания, където умира на 16 октомври 1852 година на 72-годишна възраст.